# Баклава (група)
Баклава (на македонска литературна норма: Баклава) е македонска етно акустична група с минималистичен музикален замисъл.

## Музикална концепция
Песните на Баклава са в изпълнение на женски вокали и традиционни народни инструменти, особено струнни и ударни като тамбура и бендир. Тяхната основна цел се състои в това, да се създаде авторска музика, базирана на естетическите постижения на традиционната македонска и сефарадска музика. Те също изпълняват традиционните песни на етническите македонци, живеещи в Егейска Македония. Групата провежда няколко концерта в Република Македония, Балканите и Европа и участва в няколко фестивала, включително в известния Скопски джаз фестивал, Сфинкс фест в Белгия и Площад на Балканската музика в Охрид.
Вторият им албум е издаден със съдействиетио на Министерство на Финансите на Република Македония, а третият – с подкрепата на Посолствата на Кралство Норвегия, САЩ и Република Австрия, а също така и на Еврейската общност в Македония..

## Членове на групата
Във всички албуми на групата участват основните членове:
- Елена Христова – вокали, кавал, дайре,
- Деян Сибиновски – бендир и перкусии.

В албумите на групата се включват и гост-музикантите:
- Деян Tоедосиевски – виолончело,
- Владимир Кръстев и Ерхан Шукри – цигулка,
- Алексанър Стаматов, Никола Николов и Георги Клинчаров – тамбура,
- Мариян Милошевски – фагот,
- Дарко Попов, Трайче Ристов и Сашо Гигов – перкусии, тарамбука, тъпан, дайре,
- Петър Христов – кларинет, саксофон, китара,
- Владимир Мартиновски – бас тамбура и зафун,
- Дженгиз Ибрахим – канун, саз.

## Дискография
- Баклава (2006)
- Калемар (2008)
- Mе mankas mucho (2011)

## Списък на литературата
1. ↑  Статия за групата на Централен портал на световната музикална
2. ↑  Македонската Групата Баклава провежда концерт в Скопие, BalkanTravellers.com
3. ↑  Блог за групата и тяхната музика
4. ↑  Скописки джаз фестивал и музикалните търговски марки
5. ↑  Снимки от изпълнения на групата на фестивала Сфинкс, Белгия[неработеща препратка]
6. ↑  Статия за изпълнението на Сфинкс фестивал в Белгия (изписано на холандски език)[неработеща препратка]
7. ↑  Статия за Баклава и техния принос към Балканската музика //    Архивиран от оригинала на 2018-04-01. Посетен на 2018-04-01.
8. ↑   baklava.com.mk, архив на оригинала от 2 април 2018, https://web.archive.org/web/20180402035334/http://www.baklava.com.mk/uk_default.php?id=4, посетен на 1 април 2018